# Volkswagen Corrado
Volkswagen Corrado — спортивный компактный автомобиль, разработанный немецким производителем Volkswagen, построенный на заводе Karmann в Оснабрюке, Германия. Он был разработан Гербертом Шефером и выпускался с 1 сентября 1988 года по 31 июля 1995 года.

## Описание

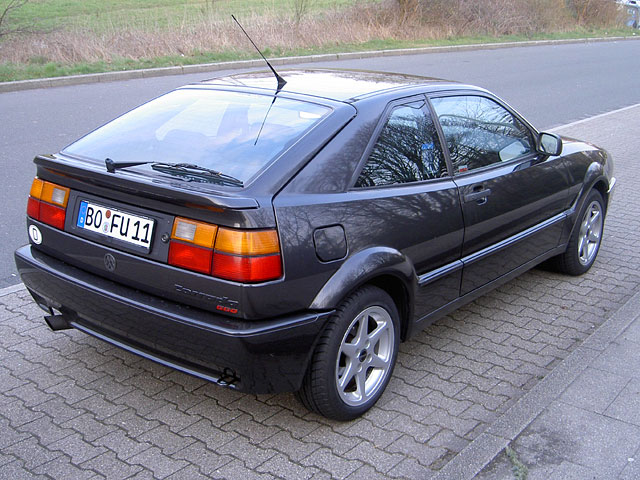
Вид сзади

Corrado — это спортивный компактный автомобиль, который заменил Scirocco в линейке Volkswagen на некоторых рынках. Автомобиль построен на платформе VW Group A2 (как и MK2 Golf/ Jetta), и, за исключением моделей с двигателем VR6, все версии используют подрамники, элементы подвески, рулевого управления и торможения из платформы VW A2.
VR6 использует компоненты подвески из модельного ряда VW A3, включая узел задней оси и некоторые части передней оси платформы VW A3 в сборе. Последующая более широкая передняя колея Corrado VR6 потребовала установки новых передних крыльев с более широкими колесными арками вместе с новым передним бампером.
Corrado оснащен активным задним спойлером, который автоматически поднимается, когда автомобиль превышает 80 км/ч и автоматически убирается со скоростью ниже 24 км/ч или его можно вручную контролировать с помощью переключателя в салоне.
Всего было выпущено 97 521 экземпляров Corrado.

## Технические характеристики
| модель      | годы выпуска | объём двигателя | макс. мощность                        | макс. крутящий момент    | макс. скорость                       | разгон от 0 до 100 км/ч.               |
| ----------- | ------------ | --------------- | ------------------------------------- | ------------------------ | ------------------------------------ | -------------------------------------- |
| 1.8 16V     | 1989-1992    | 1781 см³        | 136 л. с. (100 кВт) при 6300 об. мин. | 162 Нм при 4800 об. мин. | 210 км/ч                             | 9.1 сек.                               |
| 1.8 8V G60  | 1989-1993    | 1781 см³        | 160 л. с. (118 кВт) при 5600 об. мин. | 225 Нм при 4000 об. мин. | 225 км/ч                             | 8.5 сек.                               |
| 2.0 8V      | 1993-1995    | 1984 см³        | 116 л. с. (85 кВт) при 5400 об. мин.  | 166 Нм при 3200 об. мин. | 200 км/ч (ручная) 196 км/ч (автомат) | 10.6 сек. (ручная) 11.5 сек. (автомат) |
| 2.0 16V     | 1992-1995    | 1984 см³        | 136 л. с. (100 кВт) при 5800 об. мин. | 180 Нм при 4400 об. мин. | 210 км/ч (ручная) 208 км/ч (автомат) | 9.3 сек. (ручная) 9.9 сек. (автомат)   |
| 2.8 12V VR6 | 1991-1993    | 2781 см³        | 178 л. с. (131 кВт) при 5800 об. мин. | 235 Нм при 4200 об. мин. | 230 км/ч                             | 7.2 сек.                               |
| 2.9 12V VR6 | 1991-1995    | 2861 см³        | 190 л. с. (140 кВт) при 5800 об. мин. | 245 Нм при 4200 об. мин. | 233 км/ч (ручная) 230 км/ч (автомат) | 6.9 сек. (ручная) 7.9 сек. (автомат)   |

## Галерея

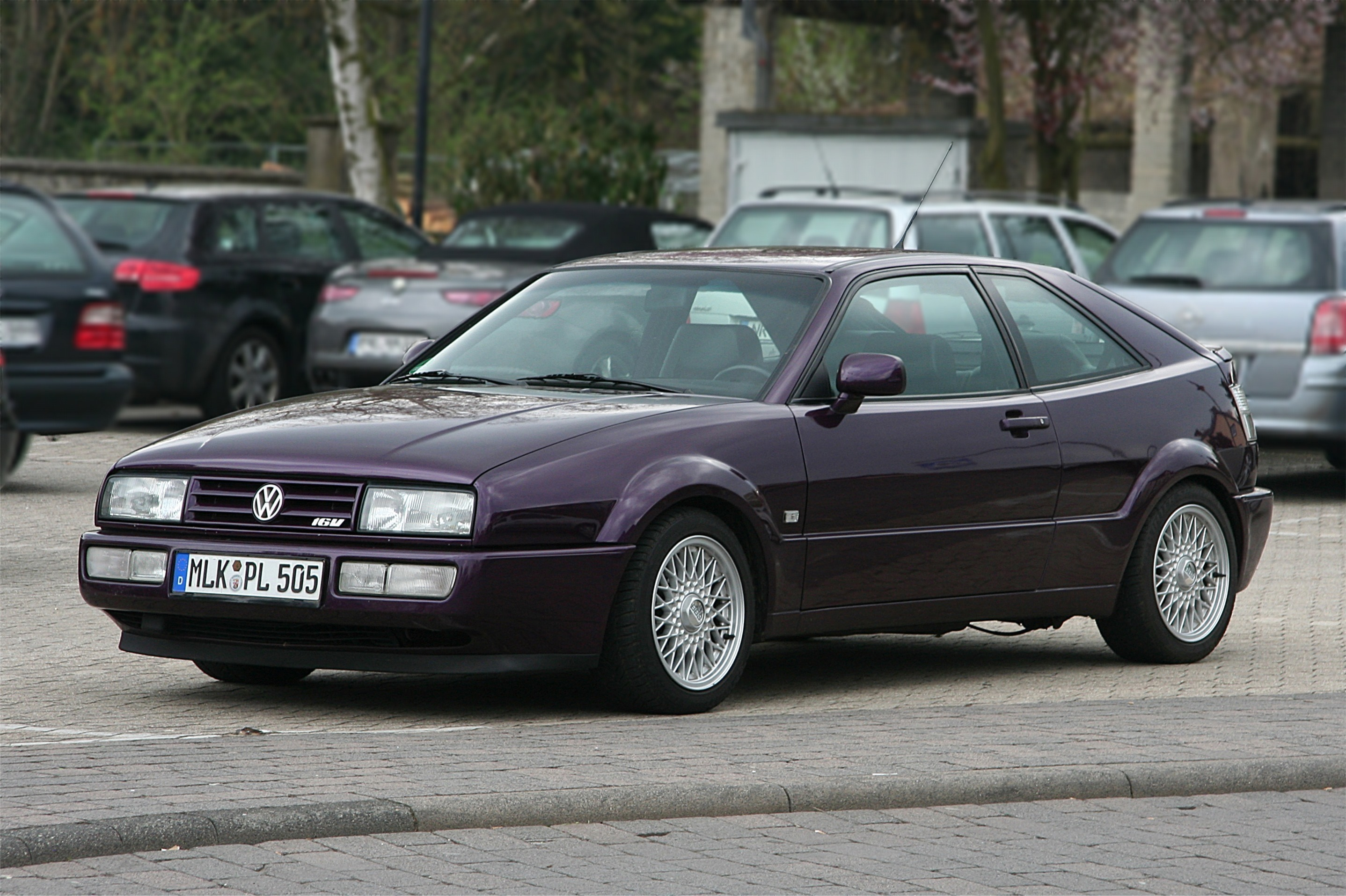
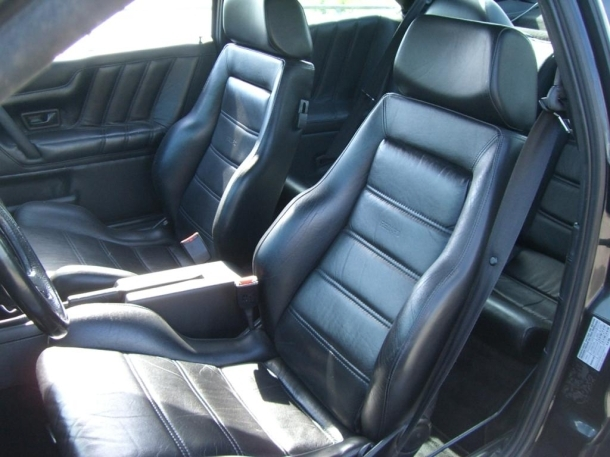
Вид салона
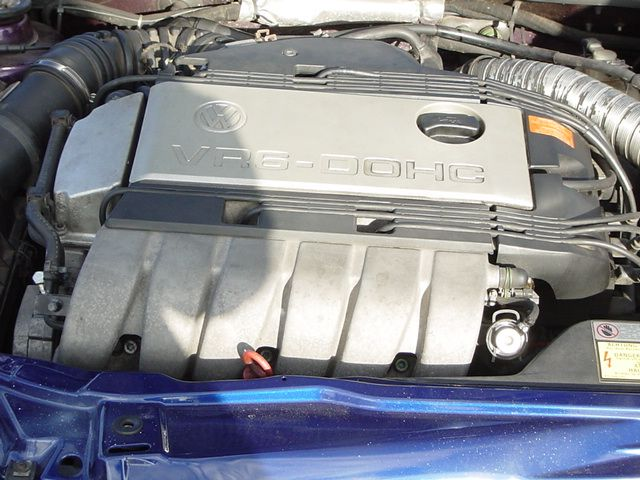
Двигатель Corrado VR6